# Tomaž Avbelj
Tomaž Avbelj, slovenski nogometaš, * 26. avgust 1991.
Avbelj je nekdanji profesionalni nogometaš, ki je igral na položaju vezista. Igral je za slovenske klube Olimpijo, Kamnik, Ivančno Gorico, Radomlje in Dob ter avstrijska Reichenau/Falkert in Wölfnitz. Skupno je v prvi slovenski ligi odigral 26 tekem in dosegel en gol, v drugi slovenski ligi pa 56 tekem in sedem golov. 